# Millard Kaufman
Millard Kaufman (Baltimora, 12 marzo 1917 – Los Angeles, 14 marzo 2009) è stato uno sceneggiatore e scrittore statunitense, noto per essere stato uno dei creatori di Mr. Magoo.

## Biografia
Cresciuto a Baltimora e laureatosi alla Johns Hopkins University, dopo gli studi Kaufman si trasferì a New York, lavorando presso il New York Daily News. In seguito si sposò con Lorraine Dritz. Durante la Seconda guerra mondiale entrò in Marina e partecipò alle battaglie di Guadalcanal, Guam ed Okinawa.
Mentre era in servizio nel Pacifico, Kaufman contrasse la malaria e la dengue, e dopo essere ritornato negli Stati Uniti non volle più restare a New York per via del clima rigido, per cui si trasferì con la moglie in California, dove iniziò la sua attività di sceneggiatore. Nel 1949 scrisse la sceneggiatura per il cortometraggio Ragtime Bear, dove apparve per la prima Mr. Magoo, a cui fece seguito il film Punchy de Leon.
Nel 1950 Kaufman prestò il suo nome allo sceneggiatore Dalton Trumbo, finito nella lista nera del Governo degli Stati Uniti dopo le indagini condotte dalla Commissione per le attività antiamericane, sulla sceneggiatura di La sanguinaria.
Nel 1953 ottenne una candidatura agli Oscar per la migliore sceneggiatura originale con il film Femmina contesa, mentre nel 1955 ne ricevette un'altra per la migliore sceneggiatura non originale con il film Giorno maledetto. Lavorò anche come regista in Tre passi dalla sedia elettrica (1962) e come produttore associato in L'albero della vita (1957).
Conclusa la carriera da sceneggiatore nel 1986, Kaufman volle intraprendere quella di scrittore. Nell'ottobre 2007 la casa editrice McSweeney's pubblicò il suo primo romanzo, Bowl of Cherries (edito in Italia da Baldini Castaldi Dalai con il titolo Molto lontano dal Paradiso). Nell'autunno del 2009 verrà pubblicato postumo il secondo romanzo, The Misadventure.

## Opere

### Filmografia
- The Big Blow (1948)
- Ragtime Bear (1949)
- Punchy de Leon (1950)
- Unknown World (1951)
- Aladdin and His Lamp (1952)
- Femmina contesa (Take the High Ground!, 1953)
- Giorno maledetto (Bad Day at Black Rock, 1955)
- L'albero della vita (Raintree County, 1957)
- Sacro e profano (Never So Few, 1959)
- Tre passi dalla sedia elettrica (Convicts 4, 1962)
- Il principe guerriero (The War Lord, 1965)
- Vivere in libertà (Living Free, 1972)
- L'uomo del Klan (The Klansman, 1974)

### Televisione
- Sulle strade della California (Police Story, 1 episodio, 1973)
- The Nativity (1978)
- Enola Gay: The Men, the Mission, the Atomic Bomb (1980)

### Romanzi
- Molto lontano dal Paradiso (Bowl of Cherries, 2007); traduzione ital. di Marta Matteini, Milano: Baldini Castoldi Dalai, 2009, ISBN 978-88-607-3380-1
- The Misadventure (postumo, 2009)